# Sender Lakihegy
Der Sender Lakihegy ist ein Sendeturm bei Szigetszentmiklós auf der Donau-Insel Csepel in Ungarn.

## Geschichte
Der Sender wurde 1933 nach den Plänen von Károly Massányi als ein Blaw-Knox-selbststrahlender Sendemast mit einer Höhe von 314 Metern südlich der ungarischen Hauptstadt Budapest errichtet. Zum Zeitpunkt seiner Errichtung war er das höchste Bauwerk Europas und die höchste Stahlkonstruktion der Welt. Heute steht er in Ungarn unter Denkmalschutz und ist weiterhin eines der höchsten Bauwerke des Landes.
Der Sendemast wurde am 26. November 1944 von der aus Südosteuropa zurückfliehenden, deutschen Wehrmacht im Rahmen der Strategie der Verbrannten Erde gesprengt. Die Anlage wurde erst 1948 wieder aufgebaut und bis 1977 übertrug die Anlage das Radioprogramm "Budapest I". Im Jahr 2006 wurde sie generalüberholt und dient seither zur Ausstrahlung des Europäischen Funkrundsteuerungssignals (EFR).

## Technik
Der Sendemast ist, wie alle selbststrahlenden Sendetürme, bei Betrieb unter Hochspannung. Mit Stand 2012 wird der Mast bei Bedarf als Reserve für den Sender Solt auf der Sendefrequenz 540 kHz mit 150 kW und im Diplexbetrieb zur Ausstrahlung des Europäischen Funkrundsteuerungssignals (EFR) auf 135,6 kHz mit 100 kW genutzt.
Er verfügt über einen fischbauchartigen Querschnitt, welcher als Blaw-Knox-Sendeturm bezeichnet wird. Diese in nordamerikanischen Raum verbreite Mastbauform wird in Europa nur noch bei den Sendemasten im nordirischen Lisnagarvey, im bulgarischen Wakarel und Stara Sagora (beide in Bulgarien) verwendet. Daneben existieren in Lakihegy noch zwei weitere kleine abgespannte Sendemasten für Mittelwelle üblicher Bauart.
Eine weitere Sendeantenne, bestehend aus zwei freistehenden Türmen bei 47° 22′ 25,4″ N, 18° 58′ 59,7″ O  wird über eine 2,1 Kilometer lange Reusenleitung vom Sendegebäude aus gespeist. Daneben befindet sich auf dem Sendergelände noch ein abgespannter Stahlfachwerkmast für die Frequenz 873 kHz. 
Im Jahre 2006 nahm am Sender den Langwellenbetrieb für das Rundsteuersignal der Europäischen Funkrundsteuerung (EFR) den Sendebetrieb auf. Dieses Signal dient zur automatischen und grenzüberschreitenden Fernsteuerung von Verbrauchern im Versorgungsnetz von mehreren mitteleuropäischen Energieversorgungsunternehmen. Verwendet wird dafür die Langwellenfrequenz von 135,6 kHz mit einer Sendeleistung von 100 kW. Die digital codierten Steuerdaten werden mit einer Symbolrate von 200 Baud nach dem Kommunikationsstandard IEC 60870-5 übertragen.

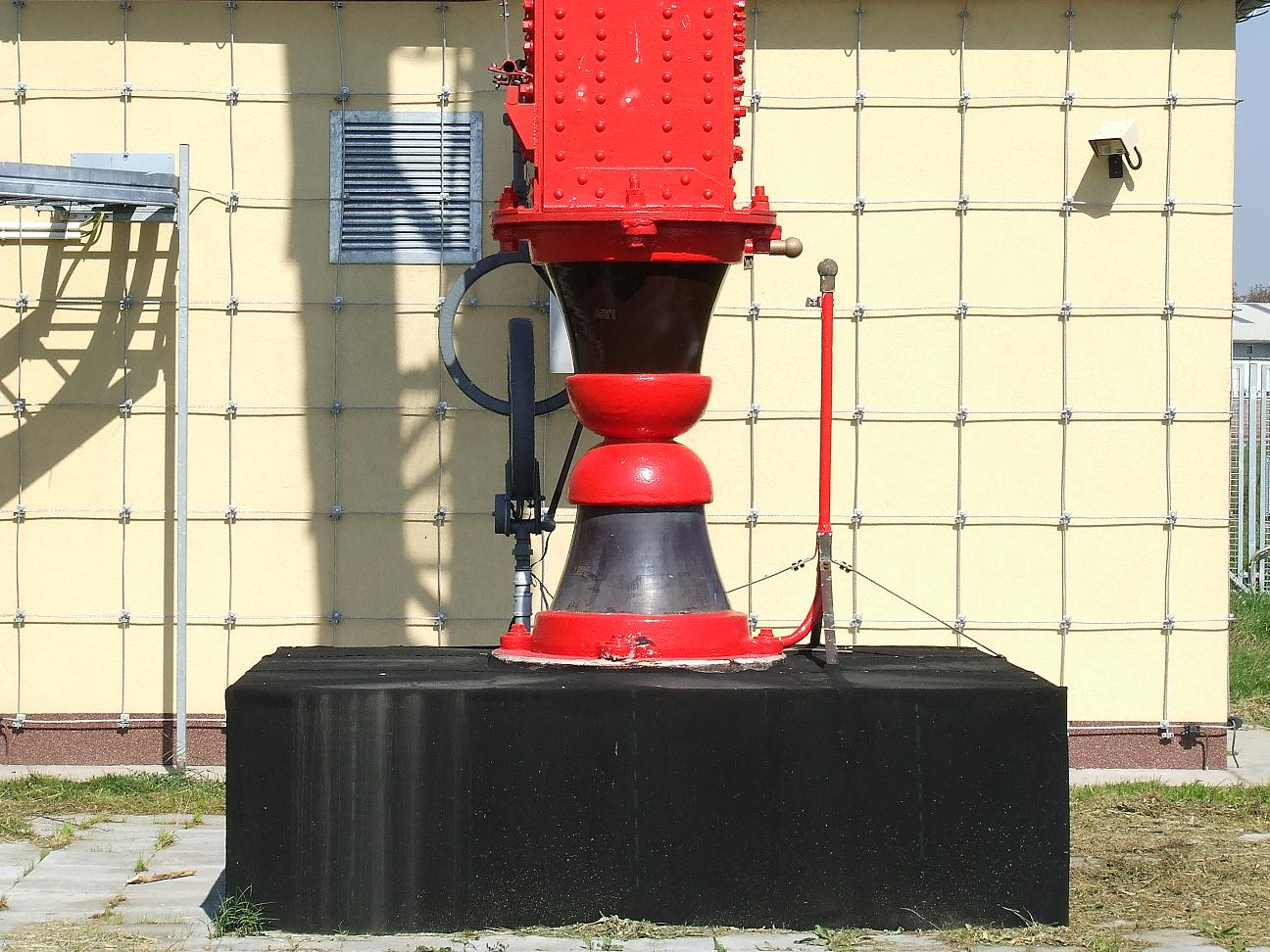
Fußpunktisolator des Sendemastes Lakihegy, dahinter das Abstimmhaus im Jahr 2007
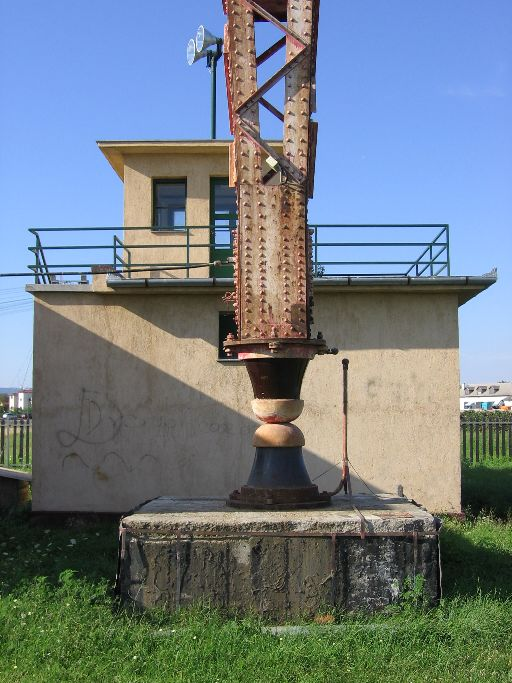
Fußpunktisolator und dahinter Abstimmhaus, im Jahr 2005
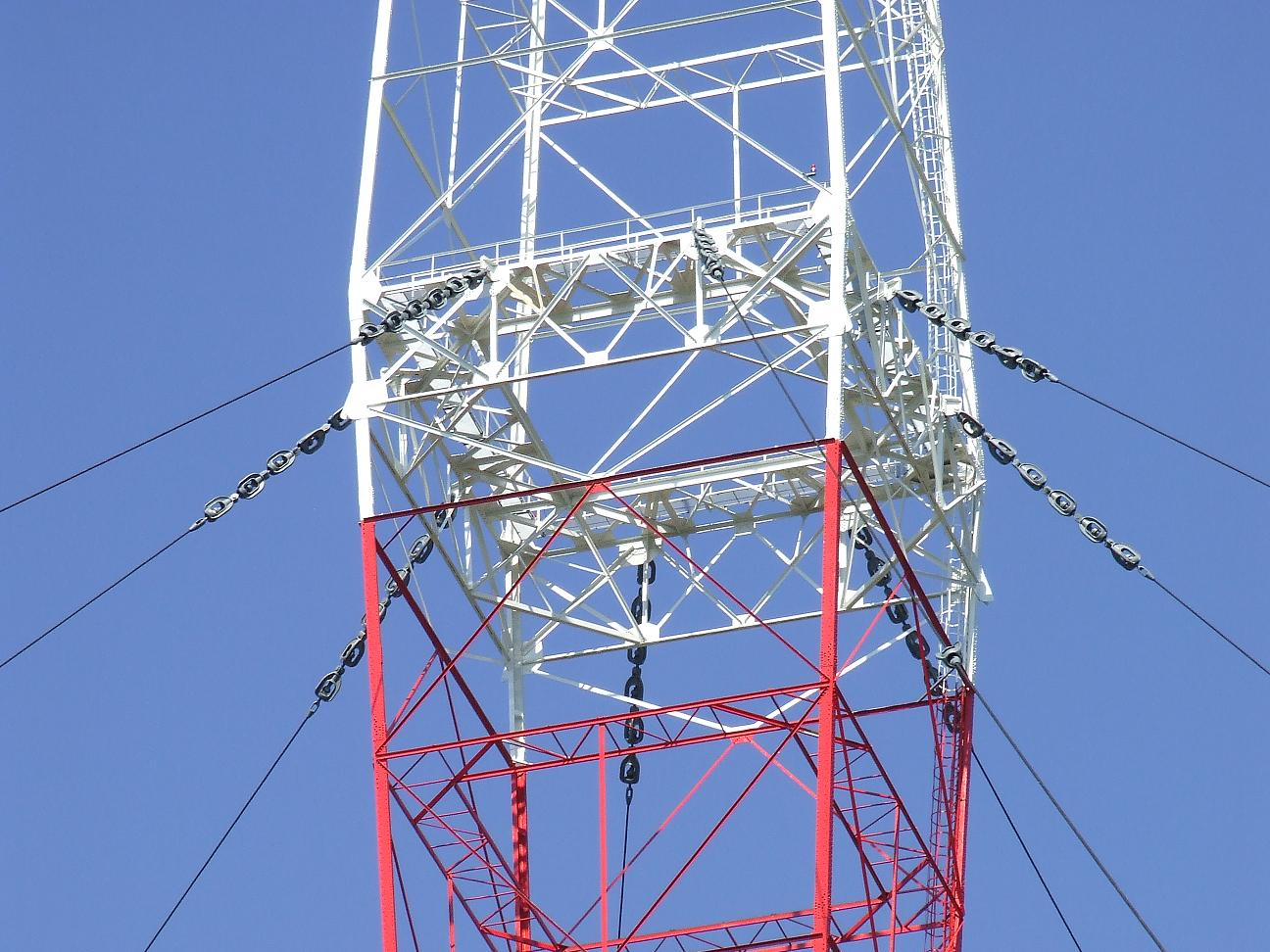
Pardunen im Mittelbereich des Mastes mit Pardunenisolatoren
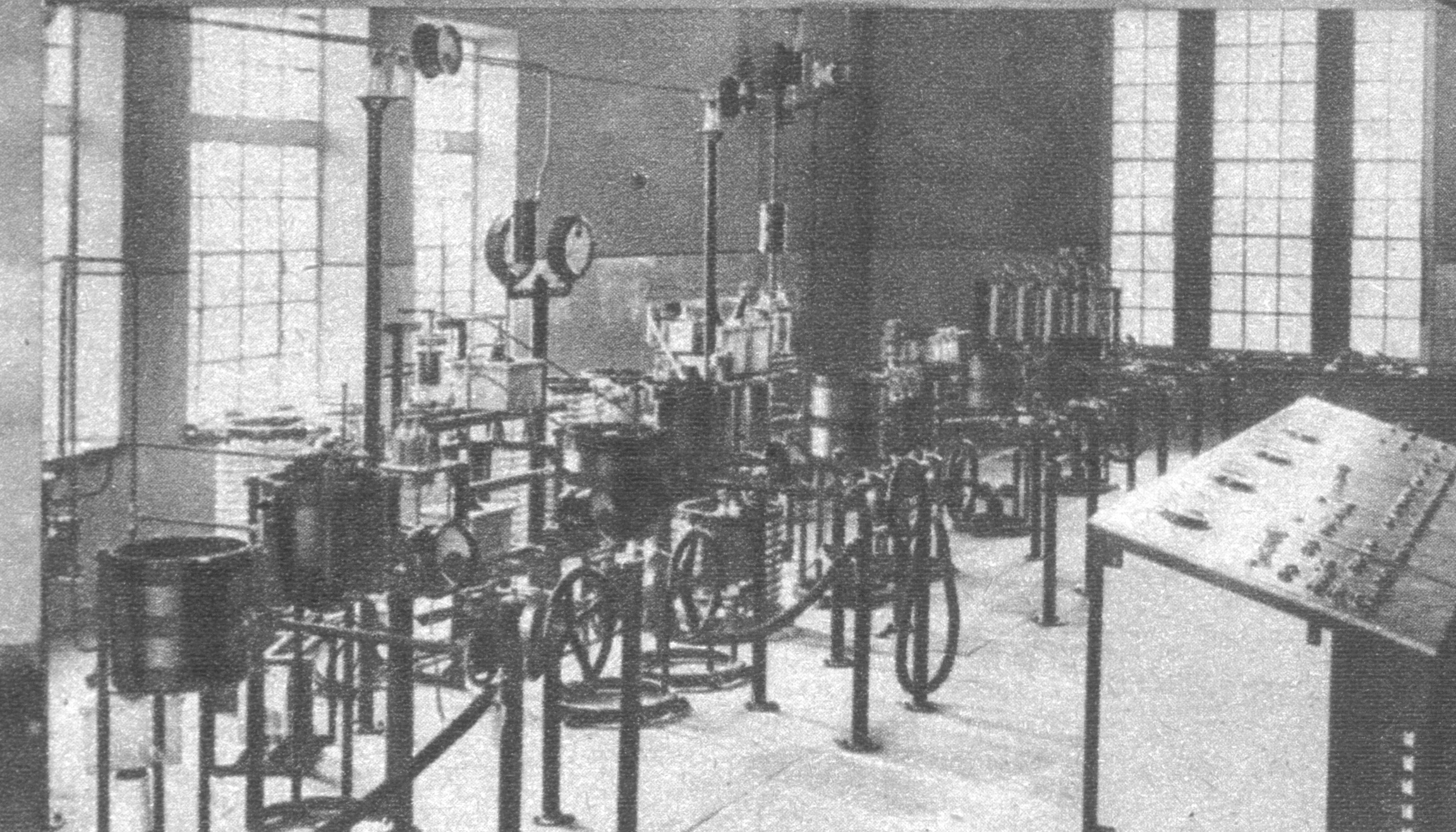
Innenraum des Abstimmhauses mit historischer Sendeanlage, 1930er Jahre